# Peter der Erste als Dieb

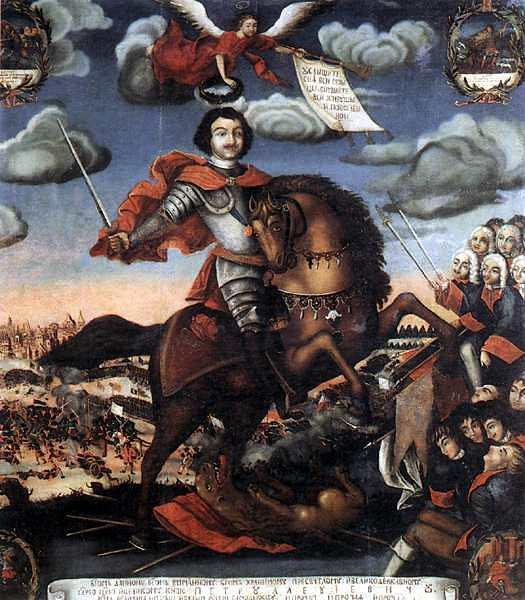
Apotheose von Peter I.

Peter der Erste als Dieb ist ein russisches Volksmärchen. Es erzählt die Geschichte, wie Zar Peter der Große das Rauben und Stehlen erlernt. Das Märchen wurde 1902 in einer Sammlung mit Märchen aus der Region Krasnojarsk veröffentlicht und ist in der deutschsprachigen Sammlung Russische Volksmärchen, übersetzt von August von Löwis of Menar, enthalten. Nach dem Aarne-Thompson-Uther-Index wird das Märchen mit den Nummern ATU 950 (Räuber und Mörder) und ATU 1525 D (Schwänke über Männer) kategorisiert.

## Hintergrund
Das Märchen über Zar Peter den Großen wurde von der Kaiserlich Russischen Geographischen Gesellschaft im Gouvernement Tomsk aufgezeichnet und 1902 in Krasnojarsk veröffentlicht. Über die Sammlung Russische Volksmärchen von August von Löwis of Menar gelangte das Märchen 1921 in den deutschen Sprachraum; es trägt darin die Nummer 49. Die Märchensammlung wurde durch Reinhold Olesch bearbeitet, mit einem Nachwort versehen und neu herausgegeben. Peter der Erste als Dieb gehörte darin zu den Märchen, bei denen eine erneute Einsichtnahme in das Original für den betreffenden Märchentext nicht möglich gewesen ist.

## Handlung
Das Märchen beginnt mit dem Satz: „Alles hatte Peter der Erste erlernt, nur stehlen konnte er nicht und fuhr daher, um es zu lernen, in ein anderes Reich und verdingte sich als Gehilfe bei einem tüchtigen Diebe.“ Auf Peters Initiative hin überfallen die Zwei auf einer Landstraße einen Kaufmann. Peter stößt den Kaufmann in einen nahegelegenen Sumpf, spannt dessen Ochsen aus, verarbeitet diesen zu Fleischsuppe und bemächtigt sich des Wagens mitsamt der geladenen Waren. Einige Zeit später steigt Peter in eine Warenkammer ein und stiehlt daraus zwölf Schuppenpelze und ein Zobelfell.
Durch den Erfolg ihrer Raubzüge ermutigt, beschließen Peter und der Dieb, die Reichsschatzkammer eines benachbarten Zaren auszurauben. Sie machen den Wächter betrunken, brechen durch die Rückwand in die Schatzkammer ein und rauben "einen großen Haufen Gold und Silber". Als der Zar davon erfährt, lässt er alle bekannten Diebe des Landes zusammenrufen, um zu beraten, wie man den Schatzdieb fangen könne. Auf Empfehlung des berühmtesten Diebes Barma wird an der Rückwand der Reichsschatzkammer ein großes Fass mit Teer aufgestellt. Als der Dieb gegen Peters Rat erneut in die Schatzkammer einsteigt, um das restliche Gold herauszuschaffen, fällt er in das Teerfass. Damit er nicht durch ihn verraten wird, schneidet Peter dem Dieb den Kopf ab, bringt ihn zu dessen Ehefrau und warnt sie nicht zu weinen. Die Leiche des Diebs wird an einem Baum aufgehängt und von einhundert Soldaten bewacht. Peter macht sie durch einen Trick betrunken, rasiert ihnen anschließend die Köpfe und steckt sie in Tatarenkleidung. Der Zar denkt, er werde von Tataren angegriffen, schickt sein Heer aus, bemerkt aber dann den Betrug.
Um Peter endlich zu fangen, rät Barma dem Zaren, ein Gelage zu veranstalten und die Zarentochter als Lockmittel zu benutzen; während sich die Säufer betrinken würden, werde sich der Dieb in die Gemächer schleichen, wo ihm die Zarentochter nur noch einen Stempel aufdrücken müsse. Peter schleicht tatsächlich in die Gemächer der Zarentochter und wird von ihr gestempelt. Er droht jedoch der Zarentochter mit dem Tod, vergewaltigt und entjungfert sie und zwingt sie zur Herausgabe des Stempels, um hernach alle betrunkenen Gäste des Gelages abzustempeln.
Nach einem weiteren Gelage, bei dem Peter erneut die Zarentochter vergewaltigt und wieder entwischt, steckt der Zar seine Tochter ins Kloster. Auch hier kann Peter verkleidet eindringen, bis ihn Barma beim dritten Mal einschließt. Peter wird ins Gefängnis geworfen, aber ein Botenjunge bringt das Zarengewand, und Peter gibt sich als russischer Zar zu erkennen. Der andere Zar erschrickt, denn er ist diesem untergeben. Er möchte ihm jedoch seine entjungferte Tochter zur Frau geben. Peter verweist auf die vielen Gestempelten und lehnt mit der Begründung ab, „er sei nicht der erste bei ihr gewesen“. Er kann unbescholten in sein Reich zurückreisen.

## Ausgaben
- Zapiski Krasnojarskogo podotdela Vostočno-sibisrskogo otdela imperatorskogo Russkogo geografičeskogo obščestva po etnografii. Band 1, Heft 1, 97–99. Nr. 50. Krasnojarsk 1902. Aufgezeichnet im Gouvernement Tomsk.
  - Russische Volksmärchen. Übersetzt von August von Löwis of Menar. Verlag Eugen Diederichs, Jena 1921, S. 285–291.